# Gmina Jordanów Śląski
Gmina Jordanów Śląski je polská vesnická gmina v okrese Vratislav v Dolnoslezském vojvodství. Sídlem gminy je ves Jordanów Śląski. V roce 2010 zde žilo 3 062 obyvatel.
Gmina má rozlohu 56,62 km² a zabírá 5,07% rozlohy okresu. Skládá se ze 13 starostenství.

## Částí gminy
StarostenstvíBiskupice, Dankowice, Glinica, Janówek, Jezierzyce Wielkie, Jordanów Śląski, Mleczna, Piotrówek, Popowice, Pożarzyce, Tomice, Wilczkowice, Winna Góra.
Sídlo bez statusu starostenstvíKarolin